# Seeis

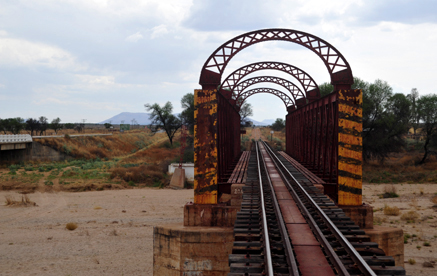
construit de britanici in 1901 podul de cale ferată de-a lungul Seeis

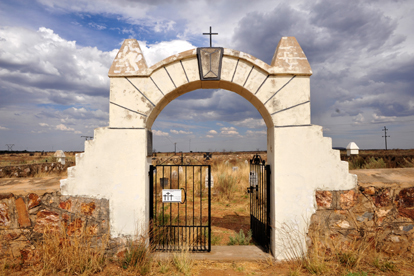
Cimitir de război forțelor coloniale germane din Seeis, Namibia

Seeis este un oraș din Namibia.